# Carl Dickinson
Pour les articles homonymes, voir Dickinson.
Carl Matthew Dickinson (né le 31 mars 1987 à Swadlincote, en Angleterre), est un footballeur anglais. Il joue actuellement à Yeovil Town.

## Biographie
Après un prêt de quelques mois à Barnsley, Dickinson est prêté durant toute la durée d'une saison à Portsmouth durant l'été 2010. 
À la fin de cette saison au cours de laquelle il est pleinement utilisé (39 matchs joués), Stoke City consent à le céder à Watford et, le 29 juillet 2011, le joueur est officiellement transféré et signe pour trois saisons dans le club entraîné par Sean Dyche,. Le 22 octobre 2012, il est prêté un mois à Portsmouth.
Le 25 juillet 2013 il rejoint Port Vale.
Le 28 juin 2016, il rejoint le Notts County.
Le 21 juin 2018, il rejoint Yeovil Town.